# Кристал Фолс (Мичиген)
Кристал Фолс (енгл. Crystal Falls) град је у америчкој савезној држави Мичиген. По попису становништва из 2010. у њему је живело 1.469 становника.

## Демографија
Према попису становништва из 2010. у граду је живело 1.469 становника, што је 322 (18,0%) становника мање него 2000. године.
| Група             | 2000.         | 2010.         |
| Белци             | 1.742 (97,3%) | 1.412 (96,1%) |
| Афроамериканци    | 1 (0,1%)      | 3 (0,2%)      |
| Азијати           | 2 (0,1%)      | 3 (0,2%)      |
| Хиспаноамериканци | 22 (1,2%)     | 15 (1,0%)     |
| Укупно            | 1.791         | 1.469         |